# 塔瓦尼亞區
塔瓦尼亞區（西班牙語：Distrito de Tahuanía），是秘魯的一個區，位於該國東部烏卡亞利大區的阿塔拉亞省，始建於1943年7月2日，面積7,016.71平方公里，海拔高度190米，2005年人口5,171，人口密度每平方公里0.74人。